# Oswald Avery
Oswald Theodore Avery (Halifax, Nova Scotia, 21. listopada 1877. – Nashville, Tennessee, 2. veljače 1955.), kanadski liječnik.
Prve dokaze o tome da je molekula DNK nositeljica genetske informacije dao je Griffth 1928. godine, a zatim 1944. godine Oswald Avery, Colin Munro MacLeod i Maclyn McCarty daju dokaze za teoriju da su geni izgrađeni od DNK.